# Mychal Judge

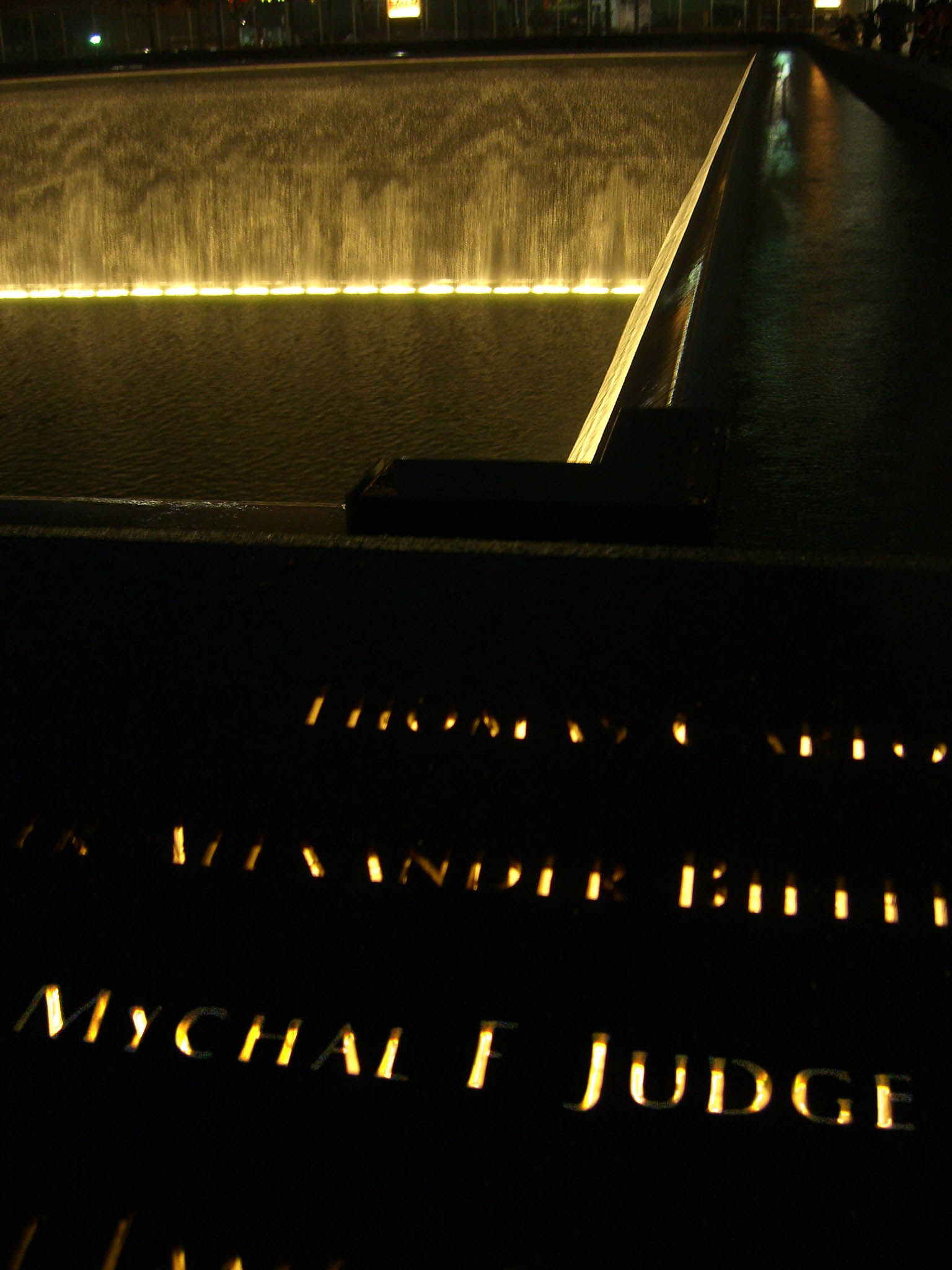
Schriftzug Mychal F. Judge auf dem Süd-Gedenkbrunnen des National September 11 Memorial

Mychal F. Judge OFM (* 11. Mai 1933 in Brooklyn, New York City als Robert Emmett Judge; † 11. September 2001 in New York City) war US-amerikanischer Franziskaner, römisch-katholischer Priester und Kaplan der Feuerwehr von New York City. Er war das erste dokumentierte Opfer der Terroranschläge am 11. September 2001.

## Leben

### Jugend und Eintritt in den Franziskanerorden
Mychal F. Judge war der Sohn von Michael Judge und Mary Judge (geborene Fallon). Seine aus dem County Leitrim stammenden Eltern waren in den 1920er Jahren aus Irland ausgewandert und hatten sich an Bord des Schiffes, das sie nach New York City brachte, kennengelernt. Judge wurde am 11. Mai 1933 in Brooklyn geboren. Am 4. Juni erfolgte seine Taufe in der St. Paul’s Church. Er hatte zwei Geschwister, seine ältere Schwester Erin und seine Zwillingsschwester Dympna.
Als Judge sechs Jahre alt war, starb 1939 sein Vater nach längerer Krankheit. Danach ergriff er in Manhattan mehrere Gelegenheitsjobs, unter anderem arbeitete er als Schuhputzer, um seiner Familie über die Runden zu helfen. 1948 entschloss er sich nach dem Zusammentreffen mit Priestern des Franziskanerordens, selbst Priester zu werden, und besuchte nun das St. Joseph’s Seraphic Seminary in Callicoon, New York. Während seiner Seminaristenzeit begann er heimlich zu trinken. Am 12. August 1954 trat er in den Franziskanerorden ein und ging in die St. Bonaventure Monastery in Paterson, New Jersey. Er nahm den Ordensnamen „Fallon Michael“ an, eine Kombination der Namen seiner Eltern. (Judge änderte später seinen Ordensnamen in „Michael Fallon“ um.) 1955 legte er die ersten Ordensgelübde ab und studierte am St. Francis College sowie am Holy Name College. An der St. Bonaventure University erhielt er einen Bachelor of Arts (B.A.). Am 20. August 1958 legte er die feierliche Profess ab.

### Seelsorgerisches Wirken
Am 25. Februar 1961 wurde er im Franziskanerkloster Mt. St. Sepulchre in Washington, D.C. zum Priester geweiht. Als Priester bekleidete er verschiedene seelsorgerische Posten, unter anderem am St. Anthony’s Shrine in Boston (1961–1962), an der St. Joseph’s Church in East Rutherford, New Jersey (1962–1966), und an der Sacred Heart Church in Rochelle Park, New Jersey (1967–1969). Von 1970 bis 1976 wurde Judge erneut an St. Joseph’s Church in East Rutherford tätig. 1976 wurde er zum Assistenten des Präsidenten des Siena Colleges in Loudonville ernannt.
Am 15. Juni 1978 besuchte Judge erstmals ein Treffen der Anonymen Alkoholiker, die danach ein wichtiger Bestandteil seines Lebens wurden. Im Jahr 1979 wurde Judge Pastor der St. Joseph’s Church in West Milford, New Jersey. Dieses Amt übte er bis 1985 aus.
1986 wurde er Associate Pastor an der St. Francis of Assisi Church in Manhattan. Hier half er unter anderem bei der Organisation der St. Francis AIDS Ministry und setzte sich in der Betreuung HIV/AIDS-Kranker ein. Während seiner Zeit in dieser Gemeinde änderte er seinen Ordensnamen in Mychal, um sich von anderen in der Gemeinde tätigen Brüdern, die ebenfalls Michael hießen, zu unterscheiden.
Nach dem Tod des Franziskaners Fr. Julian Deeken wurde Judge 1992 interimsweise Kaplan bei der New Yorker Feuerwehr. Im Juli 1993 gehörte er einer interreligiösen Delegation nach Israel um den damaligen New Yorker Bürgermeister David Dinkins an. Im Jahr 1994 wurde Judge Kaplan bei der New Yorker Feuerwehr. In seine Zuständigkeit fielen Manhattan, die Bronx und Staten Island. Als der Trans-World-Airlines-Flug 800 am 17. Juli 1996 kurz nach dem Start abstürzte, war Judge unter den Geistlichen, die die Hinterbliebenen seelsorgerisch betreuten. Im Jahr 2000 erhielt er die irische Staatsbürgerschaft. Judge hatte bereits in den vorausgegangenen Jahren Irland öfter besucht und sich dort für den Friedensprozess eingesetzt.

### Die Terroranschläge am 11. September 2001
Nach dem Einschlag des ersten Flugzeugs in das World Trade Center eilte Kaplan Mychal F. Judge mit Einsatzkräften der Feuerwehr zum Ort des Geschehens. Nachdem er einigen Schwerverletzten die Krankensalbung vor dem World Trade Center gespendet hatte, betrat er die Lobby des nördlichen Turms und betete dort für die Verletzten und für die Toten. Dies wurde unter anderen von Jules und Gédéon Naudet in ihrem Dokumentarfilm 11. September – Die letzten Stunden im World Trade Center festgehalten.
Als der südliche Turm kollabierte, wurden Schutt und Asche durch die Lobby des Nordturms geschleudert, wodurch einige Menschen, unter anderem auch Mychal F. Judge, getötet wurden. Nachdem man seine Leiche gefunden hatte, trugen ihn zwei Feuerwehrmänner, ein Polizist, ein Beamter des New York City Office of Emergency Management und ein Mann in Zivilkleidung zur St. Peter’s Church, die sich in der Nähe des World Trade Centers befindet. Das von dem Reuters-Fotografen Shannon Stapleton geschossene Bild, das den von fünf Männern getragenen toten Judge zeigt, wurde ein bekanntes Motiv. Es inspirierte den irischen Glaskünstler Sean Egan zu einer Glasskulptur und wurde in abgewandelter Form – Judge wird von vier stilisierten Feuerwehrmännern getragen – von dem kanadischen Skulpteur Timothy Schmalz als Vorlage für seine Bronzeskulptur „First From the Fire“ benutzt. Letztere existiert in verschiedenen Größen und ist in ihrer lebensgroßen Version in mehreren Gedenkstätten anzutreffen.
Von der St. Peter’s Church aus, wo Kaplan Judge in der Nähe des Altars abgelegt worden war, wurde er später von einem Ambulanzwagen in die Feuerwache Engine 1-Ladder 24 gegenüber dem Franziskanerkloster gebracht, in dem er seit 1986 gelebt hatte. Auf seinem Totenschein wurde im Zusammenhang mit den Todesfällen des 11. September die Nummer 00001 vermerkt, was Judge von staatlicher Seite zum offiziell ersten Todesopfer der Terroranschläge des 11. September machte.

### Nachwirken und Würdigung
Am 15. September 2001, dem 23. Jubiläum von Judges Alkoholabstinenz, wurde in der Oberkirche der St. Francis of Assisi Church seine Totenmesse gefeiert. Hauptzelebrant war der Erzbischof von New York, Edward Kardinal Egan. An der Messe nahmen mehr als 2800 Menschen teil, unter anderem der New Yorker Bürgermeister Rudy Giuliani, Fire Commissioner Thomas von Essen, Gouverneur George Pataki, der ehemalige Präsident Bill Clinton und dessen Frau, Senatorin Hillary Clinton. Judge wurde auf dem Holy Sepulchre Cemetery in Totowa, New Jersey beigesetzt. Aufgrund des großen Interesses der Bevölkerung konnte die Messe auf vor der Kirche aufgestellten Monitoren mitverfolgt werden und wurde im Fernsehen übertragen.
Judges Feuerwehrhelm wurde später Papst Johannes Paul II. überbracht und von diesem gesegnet. Der französische Präsident Jacques Chirac nahm Judge posthum in die Ehrenlegion auf. Des Weiteren ist er einer der 442 Träger der 2005 von der US-amerikanischen Bundesregierung gestifteten 9/11 Heroes Medal of Valor. Am 27. Juli 2002 erklärte ihn die Orthodox-Catholic Church of America, eine unabhängige, von den anderen orthodoxen Kirchen nicht als kanonisch anerkannte Kirche, zum Heiligen. Von der Nordamerikanischen Altkatholischen Kirche wird er ebenfalls als Heiliger verehrt. Die New Yorker Celtic-Rock-Band Black 47 widmete Judge 2004 das Lied Mychal auf ihrer CD New York Town. Im Jahr 2006 wurde Saint of 9/11, ein Dokumentarfilm über Judge veröffentlicht.
Des Weiteren kam es zu mehreren Benennungen zu seinem Gedenken. Eine New Yorker Fähre erhielt den Namen „Father Mychal Judge“. In Manhattan wurde eine Straße „Father Mychal F. Judge Street“ genannt. Die Mychal Judge Scholarship for children of firefighters killed on 9/11 wurde vom Siena College eingerichtet und der Mychal Judge Fund wurde gegründet, um Opfern des 11. September und deren Angehörige finanziell zu unterstützen.
Ausgehend von der St. Peter’s Church findet jährlich der Father Mychal Judge Walk of Remembrance statt, der Judges Weg zum World Trade Center am 11. September 2001 folgt.
Ebenfalls erwähnenswert ist der Mychal Judge Police and Fire Chaplains Public Safety Officers’ Benefit Act, ein 2002 erlassenes Gesetz, das finanzielle Zuwendungen für Hinterbliebene von im Einsatz verstorbener Angestellter im Bereich der Öffentlichen Sicherheit (z. B. Feuerwehrmänner) regelt. Vor Verabschiedung des Gesetzes wurden nur Kinder, Ehepartner und Eltern dieser Verstorbenen berücksichtigt. Dies wurde nun auf alle von den Verstorbenen Begünstigten ausgedehnt.

## Kontroverse um sexuelle Orientierung
Bereits kurze Zeit nach Judges Tod kamen erste Berichte über seine Homosexualität auf. Infolgedessen wurde Judges sexuelle Orientierung in der Öffentlichkeit kontrovers diskutiert. Kritiker bemängelten hierbei eine angebliche Instrumentalisierung durch LGBT-Aktivisten. Judge selbst hatte nur mit sehr wenigen Menschen, unter anderem Fire Commissioner Thomas Von Essen, über seine Orientierung gesprochen und diese eher als private Angelegenheit behandelt. Er lebte entsprechend seinen Gelübden enthaltsam. Er war Mitglied der Organisation DignityUSA, die sich für die Akzeptanz und Gerechtigkeit gegenüber bi-/homosexuellen Menschen in der Gesellschaft und insbesondere innerhalb der Römisch-Katholischen Kirche einsetzt.